# Square Hélène-Boucher
Le square Hélène-Boucher est un square du 13e arrondissement de Paris, dans le quartier de la Maison-Blanche.

## Origine du nom
Ce square porte le nom de l’aviatrice française Hélène Boucher (1908-1934).

## Situation et accès

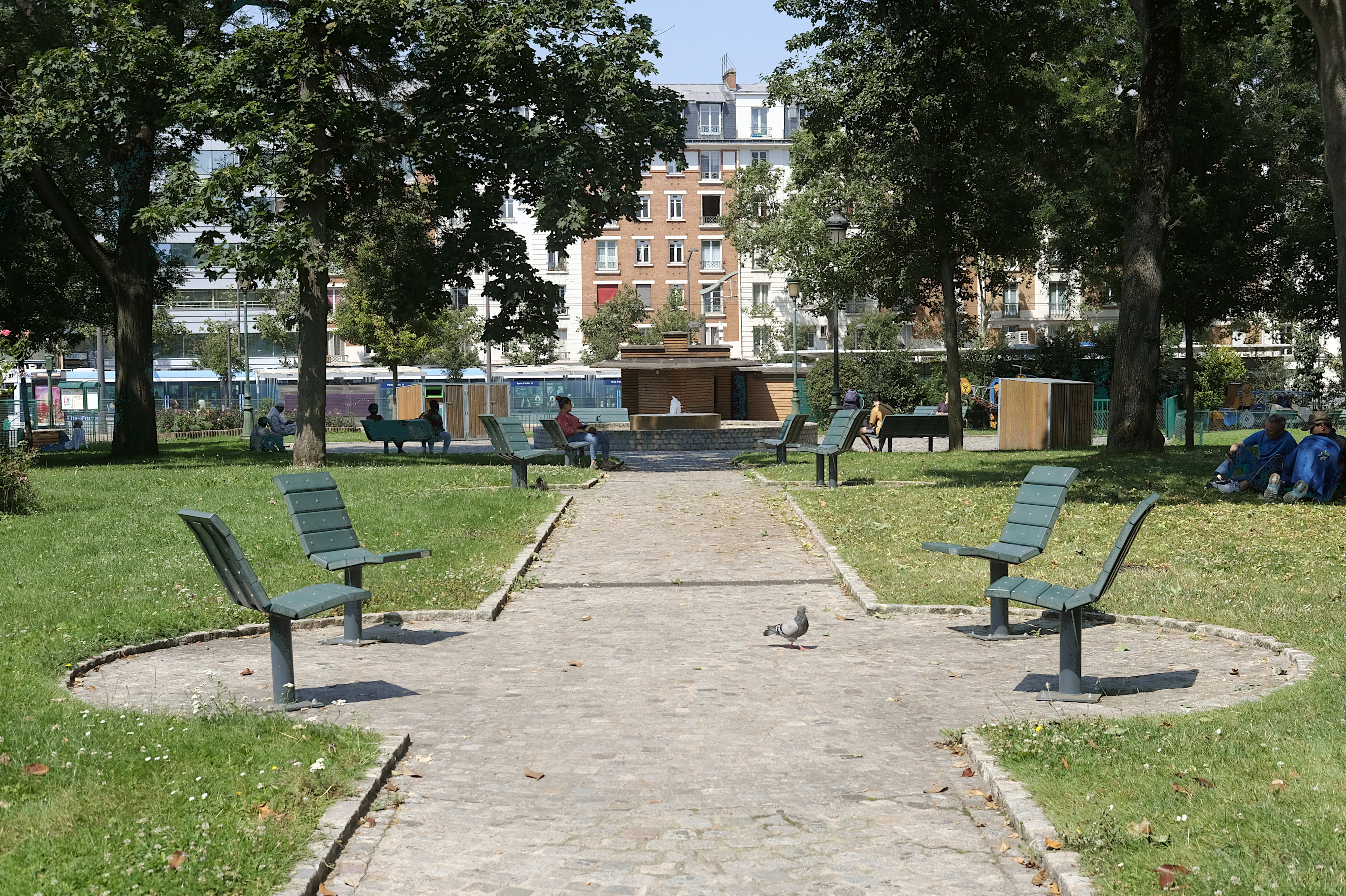
Une des entrées du square.

Le site est accessible par l'avenue de la Porte-d'Italie, le boulevard Masséna et la rue Fernand-Widal.
Il est desservi par la ligne 7 à la station Porte d'Italie.